# 索尔
北歐神話中的索爾（Thor）或歐陸日耳曼神話中的多納爾（Donar）是一位日耳曼神祇。他是「打雷者」，最初的通用名稱是「雷」（古撒克遜語：Thunaer；古英語：þunor；古高地德語：Donar；古荷蘭語：Donre、古挪威語：Þórr，源自原始諾斯語：þunraʀ，意即「打雷」），通用的日耳曼語族名稱「*Þunaraz」隨之產生。
該神祇對航海族群來說是雷暴和天氣之神，而另一個功能是日耳曼鄉村社會中的植物神。在埃達著作中，他的任務被描寫為保護人類世界免受約頓海姆冰巨人的侵害。
在中世紀冰島的神話中，他是奧丁的長子，也是阿薩神族中僅次於奧丁第二強大的神。作為雷神，他統治著天氣，與巨人和巨魔等文明之敵作戰，並保護眾神和人類的土地免受耶夢加得等怪物的侵害。 他也被稱為 Asathor，是 Fjørgyn 的兒子，並與希芙結婚；他們育有兩個孩子：斯露德和 Modi。他與女巨人雅恩莎撒生下男孩 Magni。雖然他的形象顯得經常好戰，但很少發揮戰神的作用；阿薩神族的主要戰神是提爾和奧丁。他負責處理有關風、天氣和生長的問題，因為他控制著可能損害農作物的自然力量。在瘋狂的外表之下，他代表著法律與秩序，以及維護社會的和平。
他與奧丁和洛基是有關神話故事中出現次數最多的三個人物，而從其他來源看來，他與奧丁和弗雷一起是古代北歐宗教儀式中最重要的神。

## 索爾的身世

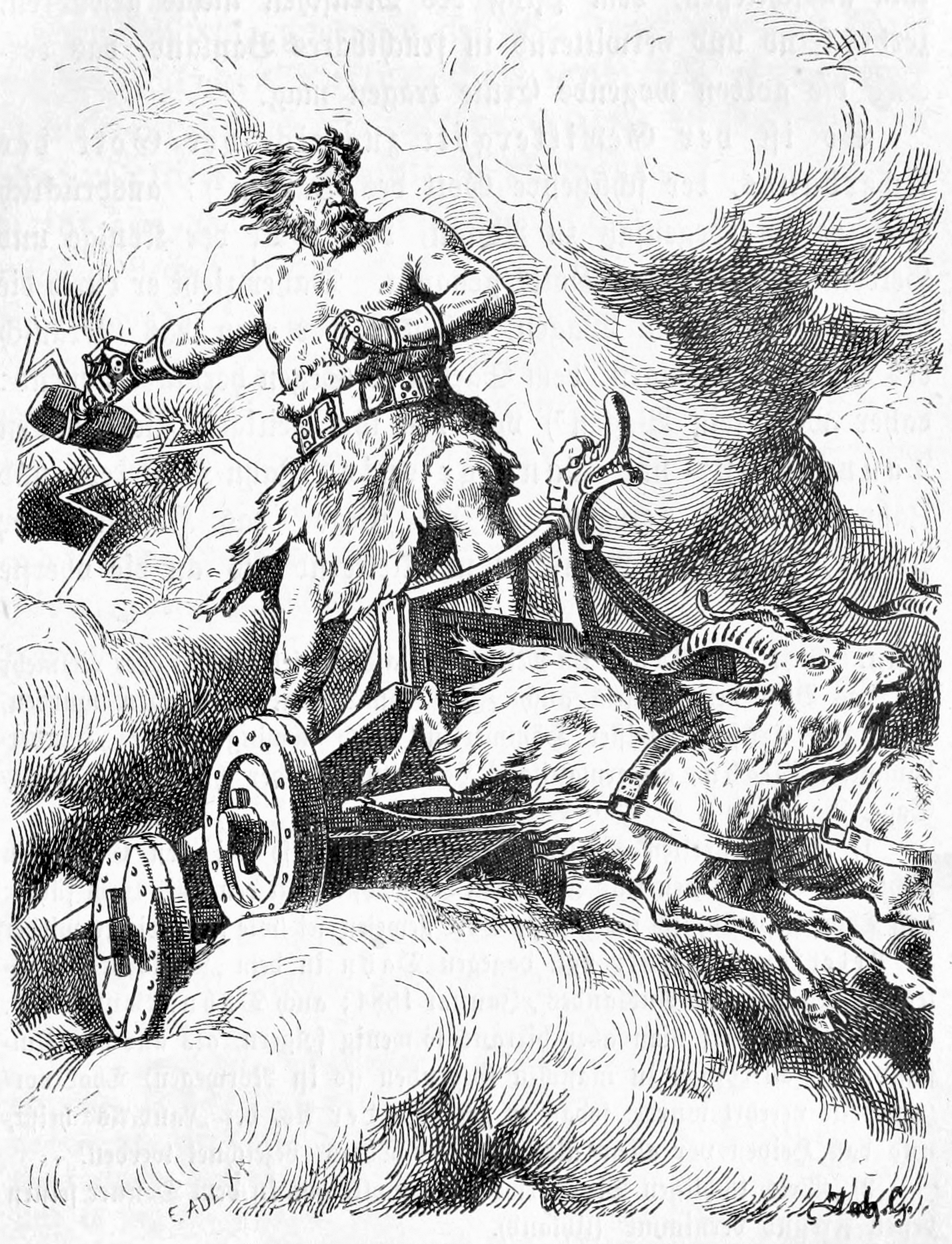
索爾（瓦爾哈拉），由若阿内斯·格尔茨所著

索爾的母親是大地女神嬌德，其妻子是希芙。生父則眾說紛紜，大多數的人認為索爾是奧丁之子，但其實這樣的觀點，也是很讓人存疑的。
大約西元一世紀時，索爾的地位比奧丁還高，在北歐的第一聖地魯薩拉神殿中，索爾的雕像就立在神殿正中央，兩邊則是奧丁（Odin）和弗雷（Freyr）。有時候，索爾也被尊為希臘神話中的宙斯。而在日耳曼人的習俗中，索爾的日子是一星期最重要的星期四，日耳曼人都在星期四舉行會議，所以索爾同時也是會議和契約的守護神。Thursday一詞就是由Thor得名的。
而同為戰爭之神的索爾和奧丁，是什麼時候互換了地位？可以這麼說，索爾是古老農業社會的神，他是古老戰神，同時也掌管和農業息息相關的氣候，手中的雷神之鎚有祝福婚姻、生產、復活和安撫亡靈等力量，而索爾本人帶給人的印象是強大的、正直講信義的。這是農民的形象，是早期農耕社會中的表現。
而奧丁則是貴族的戰神，他是參謀、詩人、知識份子。同時他也是一個為達目地不擇手段的神。再看北歐的歷史，自給自足的農業社會崩潰後，人們離開土地航向海洋，追求權力、財富與冒險。隨著海盜的時代來臨，奧丁的地位漸漸的抬高了。而《新艾達經》的作者史洛里更是在作品中大力吹捧奧丁，這可能和奧丁同時也是詩歌之神的身份有關。於是，索爾的地位下滑，而奧丁從中竄起。

## 索爾的家庭
索爾一共結了兩次婚，第一次是和女巨人雅恩莎撒（Jarnsaxa），他們生下的孩子是曼尼（Magni）。他是力量的象徵，是眾神中力量最大的一位。
後來他又和希芙（Sif）女神結婚，一般認為他們有兩個孩子，兒子摩迪（Modi）和女兒斯露德（Thrud）。摩迪是憤怒的人格化，斯露德則是女武神之一。
除此之外，希芙另外還有一個孩子，冬神——烏勒爾（Ullr）。

## 索爾的武器與裝備

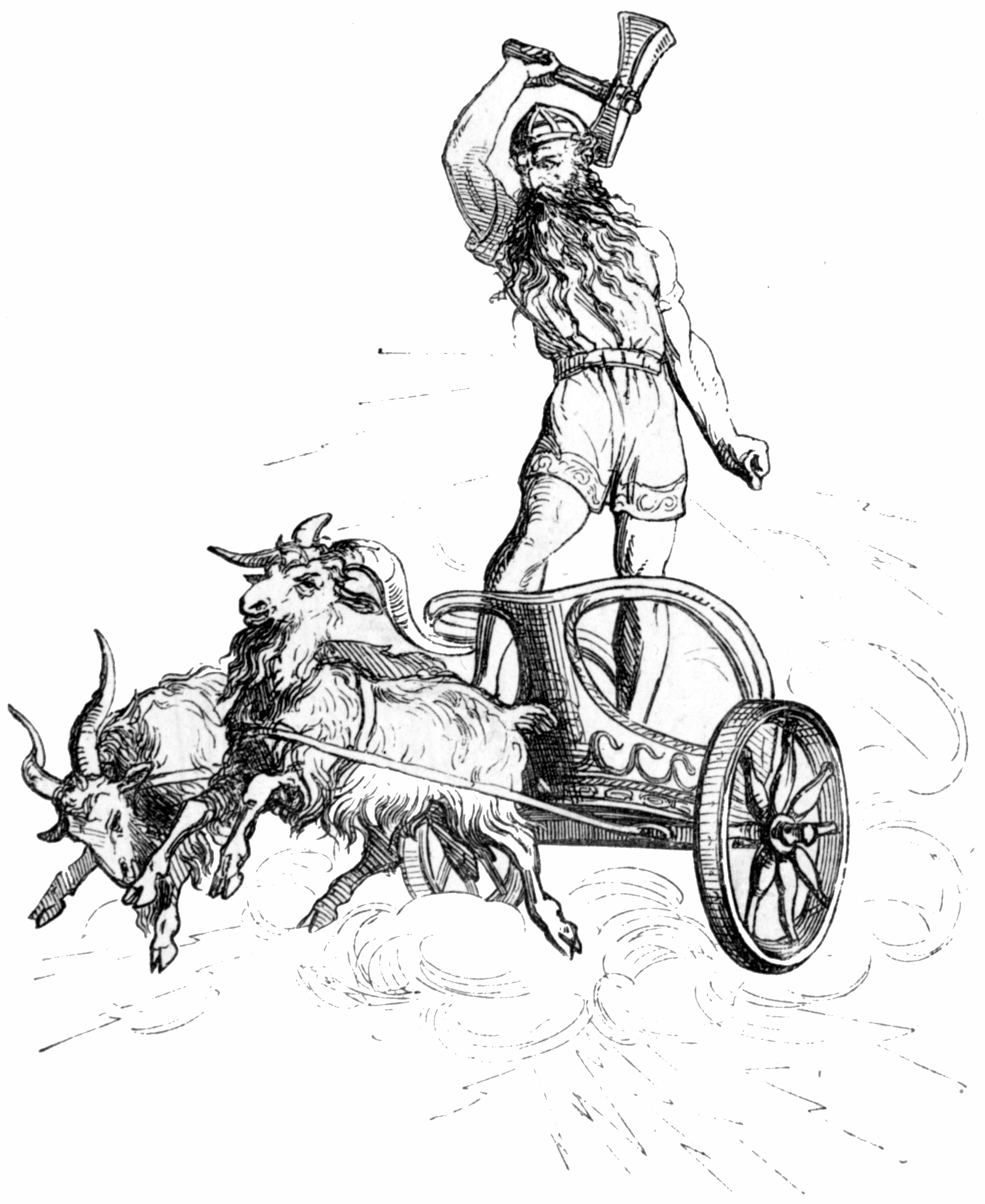
全副武裝的雷神

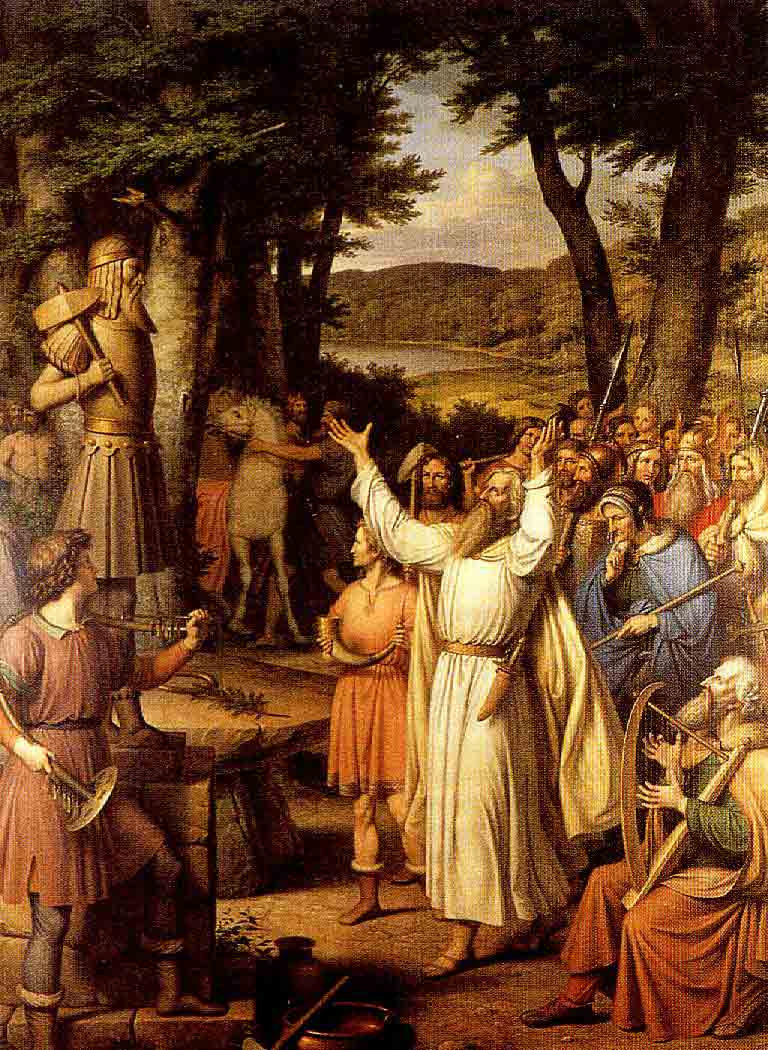
J. L. Lund所繪雷神信徒油畫

- 妙爾尼爾（Mjollnir）：其名帶有粉碎之意。俗稱「雷神之鎚」。

- 雅恩格利佩爾（Iarngreiper）/鐵手套（iron gauntlets）：根據北歐神話的記載，索爾在得到妙爾尼爾之後和侏儒額外訂做的手套，此手套專門拿來搭配使用妙爾尼爾，讓索爾無論怎麼揮舞槌子都不會感到疲倦。這個寶物並沒有出現在《舊艾達經》中，所以一般相信，這是《新艾達經》的作者史洛里從對現今來說已經遺失的資料中所引用之物，或是史洛里自己的創造之物。

- 梅金吉奧德（Megingjord）/力量腰帶（girdle of might）：索爾本身擁有的寶物，只要將此腰帶繫上即可湧現比平時更加強大的力量。這個寶物同樣的也沒有出現在《舊艾達經》中，所以一般相信，這是《新艾達經》的作者史洛里從遺失的資料中所引用之物，或是史洛里自己的創造之物。

## 索爾的居所
索爾的居所是畢爾斯基爾尼爾（Bilskirnir），又稱為閃電宮。《詩體埃達》中記載此宮座落在Thrudheim，意即「力量的世界」（World of strength），而《散文埃達》中則是紀載位於斯羅德萬（Thrudvang）平原上，意即力量的原野（Fields of strength）。

## 索爾的冒險
索爾是北歐神中最武勇的神，關於他有很多冒險故事，列舉如下：
- 索爾訪問喬登海姆
- 索爾巧扮新娘
- 索爾奪取大鍋

## 索爾的宿敵
索爾一生中幾乎無人能敵，但是他仍有一個終生的宿敵，就是大蛇耶夢加得（Jörmungandr），耶夢加得為洛基的兒子，擁有與地球同等長的巨大身軀與無比的力量，索爾曾經和牠衝突多次，最終在諸神的黃昏（Ragnarok）中索爾力戰耶夢加得，結果雙雙戰亡。

## 大眾文化
- 漫威漫畫索爾的角色，漫威電影宇宙中的索爾由澳洲男演員克里斯·漢斯沃飾演。
- 科幻电视剧星际之门：SG-1中的角色。
- 德国军工企业莱茵金属和克劳斯-玛菲在PzH2000基础上研制的轻型信息化火炮系统被命名为多纳尔。
- 神魔之塔中的一個遊戲角色。
- RSG電子遊戲雷神之錘的主角。
- 星城奧丁之怒一個角色。
- 動漫，作者為木下櫻；為女主角同班的工讀生—鳴神。
- 史上最強弟子兼一原諸神黃昏第七拳豪。因其強大的破壞力而得其名，雖身處不良組織，但本性善良，且為人仗義。
- 《終末的女武神》漫畫，作者為梅村真也；為神對人的最終對決的第一回合當中眾神方的鬥士。
- 《战神：诸神黄昏》中的一個遊戲角色。
- 沃爾沃近年設計的汽車頭燈以索爾的武器為造型，稱為雷神之鎚[11]。
- 田中芳樹著作的銀河英雄傳說中，伊謝爾倫要塞的主砲被命名為索爾之錘，有一發能殲滅一個艦隊的巨大威力。

## 命名
- 美國第一款戰區彈道飛彈PGM-17雷神飛彈以祂命名。

## 參看
- 因陀羅

## 外部連結
维基共享资源上的相關多媒體資源：索爾